# Горбово (Плюсский район)
Горбово — деревня в Плюсском районе Псковской области России. Входит в состав Лядской волости.
Расположена в 2,5 км от правого берега реки Плюссы, в 27 км к северо-западу от райцентра Плюсса, в 17 км к востоку от волостного центра Ляды и в 4 км к северу от деревни Игомель.

## Население
Численность населения деревни на 2000 год составляла 10 человек, по переписи 2002 года — 7 человек. На данный момент постоянно проживает 8 человек (2017г.).
Летом, за счёт приезда дачников из Санкт-Петербурга, население деревни увеличивается